# Йосип Посавец
Йосип Посавец (хорв. Josip Posavec, нар. 10 березня 1996, Вараждін, Хорватія) — хорватський футболіст, воротар клубу «Рієка».

## Ігрова кар'єра

### Клубна
Йосип Посавец є вихованцем футбольної школи клубу «Інтер» з Запрешича. В першій команді воротар дебютував у сезоні 2013/14. Влітку 2015 року було оголошено, що італійський клуб «Палермо» підписав з хорватським воротарем контракт, який вступає в дію посля завршення сезону 2015/16. Але Посавец приєднався до «Палермо» вже в січні 2016 року, щоб замінити основного воротаря, який залишив клуб.
Влітку 2018 року Посавец повернувся до Хорватії, підписавши орендний договір з «Хайдуком» і першою його грою у новій команді став матч кваліфікації Ліги Європи проти болгарської «Славії». Через рік Посавец підписав з клубом чотирирічний контракт на постійній основі.
Влітку 2022 року Йосип як вільний агент перейшов до данського «Ольборга», з яким вилетів із Суперліги і ще один сезон провів у Другому дивізіоні чемпіонату Данії. Через два роки воротар знову повернувся до Хорватії — цього разу до «Рієки».

### Збірна
У 2019 році Йосип Посавец у складі молодіжної збірної Хорватії брав участь у молодіжному чемпіонаті Європи і Італії.